# 雷卡尔当伊什
雷卡尔当伊什是葡萄牙阿威罗区的一个堂区。总面积7.72平方公里，总人口3321人，人口密度430.2人/平方公里。